# 北アイルランド議会

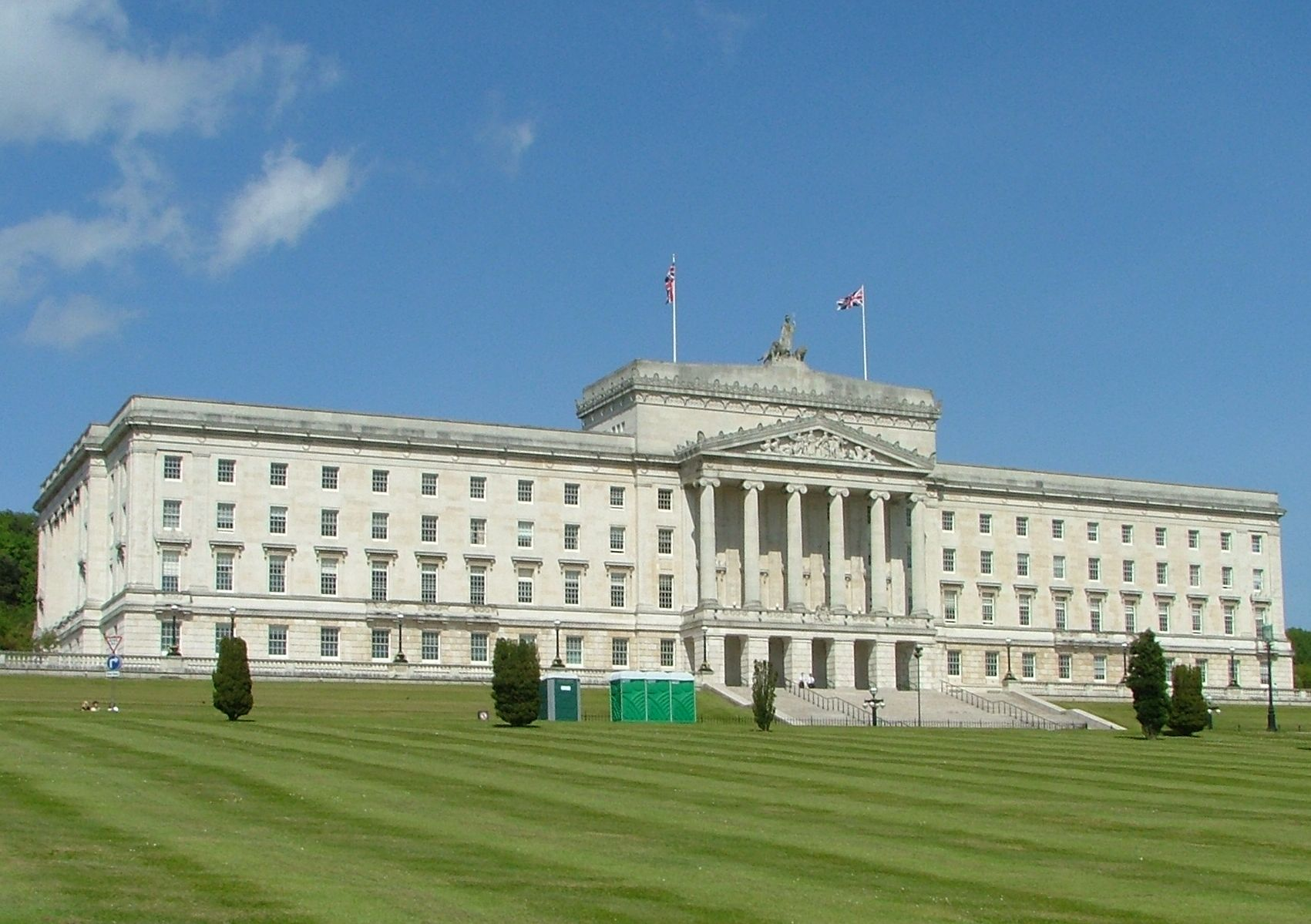
北アイルランド議会議事堂

北アイルランド議会（きたアイルランドぎかい）は、イギリス議会から権限委譲を受けた北アイルランドの議会であり、機能した議会としては歴史上、以下の2つが存在する。
1. Parliament of Northern Ireland（英語版） - 1920年アイルランド統治法に基づいて1921年に設置され、北アイルランド紛争の激化でイギリス政府による直接統治が始まる1972年まで存在した。
2. Northern Ireland Assembly（愛:Tionól Thuaisceart Éireann）（英語版） - 1998年のベルファスト合意によって設立された現行の議会。

議事堂はベルファスト東部のストーモントに置かれており、イギリスの国会である「ウェストミンスター議会」、南アイルランド→アイルランド共和国の「レンスター議会」に対し、「ストーモント議会」と通称されている。

## 旧議会
以下の上下院から構成される両院制だった。
- 定数24人の議員に加え、ベルファスト市、ロンドンデリー市の市長から成る上院（元老院）。
- 定数52人（内4人が1969年までクイーンズ大学卒業生に割り当て）の下院（庶民院）。

庶民院は、小選挙区制を採用していた。が、北アイルランドを「プロテスタント（イギリス国教会）によるプロテスタント国家」とみなすアルスター統一党が常時30議席以上を占め、与党によるゲリマンダーが頻繁に起こっていた。このことが、カトリック系住民間での公民権運動の高まりとあいまり、北アイルランド紛争の原因の一つとなった。
結果、1972年1月30日に発生した「血の日曜日事件」を端緒とするカトリック系とプロテスタント系との武力衝突に対処できず、同年3月30日の北アイルランド暫定法（en:Northern Ireland (Temporary Provisions) Act 1972）で停止され、翌1973年7月18日に北アイルランド憲法法（en:Northern Ireland Constitution Act 1973）によって正式に廃止、翌1974年7月17日の北アイルランド法によって、イギリス本国の枢密院による直接統治となった。

## 現議会
直接統治の時代も、1973年6月のNorthern Ireland Assemblyをはじめ、1975年のNorthern Ireland Constitutional Convention、1982年のNorthern Ireland Assembly、1996年のNorthern Ireland Forumと、立法機関の再建が試みられてきた。
1998年4月10日に成立したベルファスト合意によって議会の再建が定められ、1973年、1982年と同じ名称である「Northern Ireland Assembly」とされた。選挙は、同年6月25日に実施され、新しい北アイルランド議会は、7月1日より活動を開始した。
現議会は、ベルファスト合意第1条、及び、1998年北アイルランド法に基づき、単記移譲式投票に基づく比例代表制で選出された108人の議員から構成される一院制の議会である。
2002年10月、北アイルランド政府（en:Northern Ireland Executive）と共に機能停止に追い込まれたが、2006年5月に再開し、セント・アンドルーズ合意を経て2007年5月に北アイルランド政府の再建を達成した。

### 相次ぐ議会の停止
北アイルランドでは、ベルファスト合意に基づきユニオニスト(英国派)とナショナリスト(アイルランド派)が権力を共有している。
ユニオニストとナショナリストのうち、選挙で勝った方の最大政党が自治政府の首席大臣を出し、もう片方の最大政党が副首席大臣を出さなければならない。
なお、両大臣の権限は完全に対等となっており、副と付くものの従属関係にはない。
この共同自治の体制は、両者の対立によって不安定になりやすく、これまでに5回停止している。
- 2000年2月11日 - 5月30日
- 2001年8月10日（24時間停止）
- 2001年9月22日（24時間停止）
- 2002年10月14日 - 2007年5月7日
- 2017年1月9日 – 2020年1月11日[1]。

### 選挙結果

#### 2011年北アイルランド選挙
2011年選挙（5月6日施行）における議席数は、以下の通り。
| 政党名                      | 派閥                 | 特徴                                 | 議席数 |
| --------------------------- | -------------------- | ------------------------------------ | ------ |
| 民主統一党(DUP)             | ユニオニスト強硬派   | 保守派、プロテスタントの宗教色が強い | 38     |
| シン・フェイン              | ナショナリスト強硬派 | IRA暫定派に関係する                  | 29     |
| 社会民主労働党（SDLP）      | ナショナリスト       | 社会民主主義                         | 14     |
| アルスター統一党(UUP)       | ユニオニスト         | 保守派                               | 13     |
| 同盟党                      | 無派閥               | リベラル                             | 8      |
| 北アイルランド緑の党        | 無派閥               | 緑の党系                             | 1      |
| 伝統的ユニオニストの声(TUV) | ユニオニスト最強硬派 | DUP右派が2007年離脱し結党            | 1      |
| 無所属                      | －                   | －                                   | 1      |